# Luis Martinez (politiste)
Pour les articles homonymes, voir Luis Martínez.
Luis Martinez est un politiste et universitaire français spécialiste du Maghreb et du Moyen-Orient. Directeur de recherche au Centre de Recherches Internationales (CERI) de Sciences Po Paris, depuis 2005, il est professeur invité à l'université Columbia à New York de 2000 à 2001, à Montréal de 2007 à 2008 et observateur de l'Union européenne en Afrique subsaharienne.

## Biographie
Luis Martinez est titulaire d'un doctorat en sciences politiques en 1996 à Sciences Po, auquel il est rattaché. Ses recherches abordent l’État au Maghreb, la démocratisation, l’islamisme et la rente pétrolière.
De 2000 à 2001, il est professeur invité à la School of International and Public Affairs à Columbia University de New York et de l’université de Montréal entre 2007 et 2008.
Il dirige le CERI à Sciences Po Paris depuis 2005.
De 2010 à 2011, il est détaché à l'Ecole de la gouvernance et d'économie de Rabat puis au département des sciences politiques de l'université internationale de Rabat (UIR),. Durant quatre ans, soit de 2015 à 2019, il est directeur scientifique au sein du projet européen PPREVUE (Programme de prévention de la radicalsiation et de l’extrémisme violent en Afrique).
Auteur de plusieurs articles, il est souvent sollicité dans des émissions pour des analyses sur des sujets politiques,,,,,,.

## Publications
Il est auteur des œuvres suivantes :
Luis Martínez, La guerre civile en Algérie, 1990-1998, Paris, Karthala, coll. « Recherches Internationales. », 1998 (ISBN 978-2-865-37832-6, OCLC 1225236064, lire en ligne).
2007:The Libyan Paradox. London paru chez Hurst/Columbia University.
2009: Maghreb : vaincre la peur de la démocratie aux éditions Les Cahiers de Chaillot
2010: Algérie : les illusions de la richesse pétrolière et Violence de la rente pétrolière (Algérie, Libye et Irak) édité par Presses de Sciences Po.
2018: Après Bouteflika...Bouteflika ?.
2019: l' Afrique du Nord après les révoltes arabes publié par Presses de sciences po.
2023: L'Afrique, le prochain Califat ? paru aux Editions Tallandier.
Il est également co-auteur de ces publications:
2007: The enigma of Islamist violence produit avec Amélie Blom, Laetitia Bucaille, John Atherton, Ros Schwartz et William Snow sous Hurst.
2016: Algeria. From Opacity to Complexity avec Rasmus Boserup sous Hurst/Oxford.